# Nobu Su
Nobu Su (Chinês: 蘇信吉) é o CEO e proprietário da companhia marítima “Hoje Faz o Amanhã” (em inglês: Today Makes Tomorrow) (TMT), (antiga Taiwan Maritime Transportation) localizada em Taipei.  

## Educação
Ele se formou em Economia pela Universidade de Keio , Japão ) e possui um Mestrado em Gestão de Empresas (MBA) pelo International Institute for Management Development (IMD) em 1982.

## Empreendorismo
Nobu Su recentemente apresentou Ocean net, um sistema que viabiliza a transmissão e recebimento de informação por uma rede marítima de comunicações móveis. Ocean Net foi originalmente idealizada como um sistema de comunicação  custo eficiente de embarcação para costa permitindo frota de um barco contactar suas famílias, mas também é utilizado em transmissões embarcação para embarcação pelo sua segurança. (citação necessária). 
Em 2002, Su registrou a primeira das três patentes Ocean net que tiveram êxito. As patentes foram registradas no Reino Unido (2002), nos Estados Unidos (2004) e na Coréia do Sul (2009).   
Progressos da computação em nuvem aumentaram a eficiência do Ocean Net sobre o  AIS sistemaatualemnte utilizado pela indústria marítima.
Su também projetou uma estrutura de tubulação sub-pavimento para navios, que ele registrou a patente no Japão, Coreiado Sul e China, em que ele permitiu empresas marítimas utilizá-la sem nenhuma licença Atualmente, a tubulação sub-pavimento para embarcações está em uso comercial.
Su também registrou uma patente de uma tecnologia chamada Time Stamp que busca eliminar fraude em e-mails com uma assinatura uma vez requisitada por usuário.  
TMT tem intesse em contratos de frete para frete (em inglês FFA Forward Freight Agreement) no mercado global.
Em 19 de Abril de 2011, Su recebeu o Prêmio Alcance da Vida no Empreendorismo na conferência Internacional Ship Tek.

## Negócios Marítimos
Como presidente da TMT Nobu Su aumentou a propriedade de navios através de múltiplas classes de envio. A empresa agora opera com mais de 20 transportadoras  , incluindo transportadores de GNL , transportadores VLCC , transportadores de cimento e de frete de veículos transportadores Ro-Ro.
Sr. Su também se transformou TMT , a sua empresa , em uma operadora líder de petroleiros reais e navios de granéis sólidos . Sob sua direção TMT expandiu sua frota para incluir transportadoras drybulk , Very Large Crude Carrier , as transportadoras de carga , transportadores de gás natural liquefeito , transportadores de automóveis e operadoras de cimento  , Além de aumentar as capacidades de TMT de serviços , com clientes como Chevron,], o Sr. Nobu Su transformou TMT em um líder global na indústria de transporte marítimo internacional. Sob sua direção, TMT tem emergido como um dos participantes mais bem sucedidos no mercado global de derivativos de frete (mercado FFA ) . [1] O Sr. Su tem sido descrito como "Mr Controvérsia "  no mercado de FFA .
As mais recentes aquisições de navios foram em Capesize portadores seco a granel, assim como investimentos em navios petroleiros . TMT tem um número de parceiros de negócios e cartas de empresas como a Chevron e COA , para o transporte de petróleo bruto e de transporte de cimento.

## Questões legais
Em junho de 2013 Su entrou com pedido de proteção de credores depois de ter sido colocado sob pressão por parte dos credores de Taiwan , em seguida, em 2015 atraiu um julgamento $ 47 milhões em um caso de longa data contra Lakatamia.

## Ativismo Pan – Asiático
Nobu Su vive em Taiwan e vê o país como uma parte importante da indústria de navegação global. Ele visa aumentar a participação , visibilidade e alcance de empresas asiáticas nos mercados de transporte marítimo . Através de TMT , ele investiu em uma série de empresas de transporte regionais e empresas de construção do navio .
Mr. Su vê suas atividades sociais como uma forma de promover asiática corporativa liderança, participação e integração na economia global  e tem trabalhado para futuras pesquisas sobre como as empresas asiáticas e líderes podem utilizar métodos criativos para ser mais integrada na economia global 
Su afirmou que ele planos para expandir o 	Su afirmou que ele planeja expandir o alcance das empresas asiáticas em outros investimentos e mercados, com um plano para investir  em uma empresa de liquefação em São Tomé e Príncipe para produzir gás natural.

## Filantropia
Sr. Su dotou uma cadeira no IMD , que se concentra em pesquisar " como as empresas asiáticas e líderes podem utilizar métodos criativos para ser mais integrada na economia global" . A cadeira é intitulado o Nobu Su Professor de Liderança Global, com o Professor Katherine Xin como o primeiro titular da cadeira. 